# Lucia Kajánková
Lucia Kajánková (* 1987 Slovensko) je původem slovenská dramaturgyně, scenáristka a režisérka působící v Praze, známá jako showrunnerka webového seriálu České televize TBH.

## Život
Narodila se v roce 1987 na Slovensku. V roce 2011 absolvovala bakalářské studium oboru scenáristika a dramaturgie na Filmové a televizní fakultě Akademie múzických umění v Praze (FAMU). Dále pak v roce 2015 dokončila magisterské studium filozofie a filmové vědy na Filozofické fakultě Univerzity Karlovy (FF UK) v Praze, a to diplomovou prací na téma new queer cinema. Již od roku 2013 začala pedagogicky působit na FAMU a v roce 2017 se tam stala doktorandkou, k roku 2023 působila jako odborná asistentka na katedře scenáristiky a dramaturgie.
V letech 2008 až 2015 působila v dramaturgickém týmu Queer Film Festivalu Mezipatra, postupně jako hlavní dramaturgyně či programová ředitelka. Následně začala pracovat rovněž jako dramaturgyně pro MFF Febiofest Praha a k roku 2021 spolupracovala také s iShorts. V roce 2016 také začala externě dramaturgicky spolupracovat s Filmovým centrem České televize.
V roce 2010 získala v rámci festivalu studentských filmů FAMUfest cenu za nejlepší nerealizovaný scénář Cestou domu počút iba strašidelné uspávanky. Během studií FAMU natočila spolu s režisérem Jakubem Šmídem studentské filmy Neplavci (2011) a Amanitas (2016). Prvně jmenovaný získal Cenu Magnesia za nejlepší český studentský film a dostal se do oficiálních výběrů festivalů Premiers Plan Angers, Les Nuits en Or, BFI London Film Festival ad. Režijně a scenáristicky se s Jakubem Šmídem podílela také na nízkorozpočtovém povídkovém filmu Praho, má lásko, konkrétně na povídce Tajemství památníku (2012), v níž také účinkovala.
Jejím krátkometrážním scenáristickým a režijním debutem se stal snímek Inverze (2021), který měl premiéru na Festivalu krátkých filmů Praha. Zhruba v té době také pracovala na celovečerním debutu, queer road movie s názvem Porcelina, na jehož scénáři pracovala s Jakubem Haubertem.
V produkci České televize natočila desetidílný teenagerský webový seriál TBH (2022), premiérově uvedený na brněnském festivalu televizní tvorby Serial Killer a následně 17. února 2022 na iVysílání České televize. Dále byl uveden také v rámci TV Days Black Nights na MFF v estonském Tallinnu a v soutěži Series Mania ve francouzském Lille. Impulzem pro vznik seriálu se stala v roce 2019 otevřená výzva České televize hledající obsah pro novou podobu iVysílání. Kajánková u něj figurovala jako tvůrkyně, showrunnerka a režisérka. Získal ocenění na řadě festivalů včetně Serial Killer, Marseille Webfest či Finále Plzeň.